# 白佛站
白佛站是石家庄地铁1号线的地铁车站，位于中华人民共和国河北省石家庄市长安区中山东路与兴宁寺街交叉口，于2017年6月26日开通。

## 车站结构
白佛站位于中山东路与兴宁寺街交叉口，沿中山东路呈东西向布置，为地下两层岛式站台车站，车站长209.8米，车站地下一层为站厅层，地下二层为站台层，站台设置全高站台门。
| 地面              | 出入口 | A、B、C出入口                                                                                       |
| 地下一层          | 站厅   | 客服中心、自动售票机、验票机                                                                        |
| 地下二层          | 站台   | \| \| \| █ 1号线往西王（朝晖桥） \| \| 島式 · 開左邊车门 \| \| \| \| \| \| █ 1号线往福泽（留村） \| |
|                   |        | █ 1号线往西王（朝晖桥）                                                                             |
| 島式 · 開左邊车门 |        | |
|                   |        | █ 1号线往福泽（留村）                                                                               |

## 车站出口
白佛站共有3个出入口，各出口及周围设施如下所示：
| 出口编号                             | 照片 | 地点                       | 可到达目的地 |
| ------------------------------------ | ---- | -------------------------- | ------------ |
| 出口 · A · 扶手电梯标志              |      | 中山东路（北侧），兴宁寺街 |              |
| 出口 · B · 扶手电梯标志              |      | 中山东路（南侧）           | 白佛客运站   |
| 出口 · C · 升降机标志 · 扶手电梯标志 |      | 中山东路（南侧）           | 华宸怡园     |
| 註： 設有 \| 設有扶手電梯            |      |                            |              |

## 接驳交通

### 公交车
- 白佛：28路，63路，65路，87路，88路，103路，553路，580路，702路，快516路，西部长青假日旅游专线1路

## 历史
- 2014年11月19日，车站主体结构封顶[3]。
- 2017年6月26日，本站随1号线通车一同开通[1]。
- 2021年1月9日，受新冠疫情影响，车站暂停运营[4]。2月19日，车站恢复运营[5]。
- 2022年8月28日，受新冠疫情影响，车站暂停运营[6]。9月6日，车站恢复运营[7]。